# Adama
Adama  poznatija kao  Nazret  je grad u središnjoj Etiopiji, trenutno glavni grad regije Oromia, jedne od devet etničkih regija u zoni Posebna zona Adama.
Grad leži na nadmorskoj visini od 1.712 m. između planina na zapadu i Velike rasjedne doline na istoku. Udaljen je oko 99 km jugoistočno od Adis Abebe na visini od 1.885 metara.
Prema podacima Središnje statističke agencije Etiopije za 2005., Adama je imala 228.623 od čega 114.255 muškaraca i 114.368 žena.

## Karakteristike
Adama je važno prometno središte Etiopije, jer leži na magistralnoj cesti koja povezuje Adis Abebu s Dire Dawom. Velik broj kamiona koristi ovu prometnicu koja vodi do luka na Crvenom moru; Džibuti i Asab. Istina da se ova potonja posljednjih godina više ne koristi, nakon Eritrejsko-etiopskog rata. Kroz grad prolazi i željeznička pruga Adis Abeba-Džibuti.
Grad je sjedište Sveučilišta, prijašnje Više škole za nastavnike tehnike.

## Povijest
Car Haile Selasije preimenovao je grad u biblijski Nazaret, pa se taj naziv koristio do kraja 20. stoljeća. Gradu je 2000. godine službeno vraćeno prvobitno oromsko ime - Adama, iako se ime Nazret, još uvijek naširoko koristi.
Etiopska vlada je 2000. godine preselila regionalno upravno središte iz Adis Abebe u Adamu, što je izazvalo velike kontroverze. 
Kritičari tog poteza (osobito Oromski separatisti) vjeruju kako je tim potezom vlada željela umanjiti značenje Adis Abebe (Finfinne kako je oni zovu) za Oromiju. S druge pak strane, vlada tvrdi da je Adis Abeba loš odabir, jer se u njoj ne bi mogle razvijati regionalne posebnosti; jezik, kultura i povijest naroda Oromo.
Oromska narodna demokratska organizacija, dio vladajuće koalicije EPRDF, službeno je objavila planove 10. lipnja 2005. da se upravno središte regije Oromia vrati u glavni grad Adis Abebu (Finfinne) Jedini komentari opozicije na tu najavu su da je premještanje uprave u Adamu bio veliki gubitak vremena i novca.

## Vanjske poveznice
- Adama Chamber of Commerce (engl.)
- Vodič: Adama na Wikivoyageu